# Ein Vermieter zum Knutschen
Ein Vermieter zum Knutschen (Originaltitel: The Super) ist eine US-amerikanische Filmkomödie von Rod Daniel aus dem Jahr 1991. Der Film ist durch eine wahre Begebenheit inspiriert worden.

## Handlung
Louie Kritski wächst als Sohn des gefürchteten Vermieters Big Lou Kritiski auf und erhält zum Geburtstag sein erstes Mietshaus. Großkotzig und arrogant wie sein Vater interessiert er sich nur für die Mieteinnahmen, aber nicht für das Wohl seiner Mieter. Beharrlich verweigert er jede Reparatur und jede Modernisierung des Hauses, sodass er von Naomi Bensinger, einer Anwältin für Mietrecht, verklagt wird. Vor Gericht wird Louie für seine Versäumnisse schuldig gesprochen und zur Strafe muss er 120 Tage in seiner eigenen Bruchbude wohnen. In diesem Zeitraum hat er Zeit, das Mietshaus zu renovieren oder er muss anschließend ins Gefängnis. Seinem Vater gefällt dies überhaupt nicht, sodass er auch seinem Sohn droht, dass er ihn enterbe, sobald er auch nur im Ansatz irgendetwas reparieren werde.
Also zieht er in seine heruntergekommene Wohnung mit Rohrbruch, überlasteter Elektrik, undichtem Dach, hellhörigen Wänden und kaputten Möbeln. Die Gegend ist mies und voller Kleinkrimineller, doch Louie versucht das Beste daraus zu machen, aber es gelingt ihm nicht. Nicht nur, dass sein Auto zerlegt und gestohlen wird, auch seine luxusverwöhnte Freundin Heather flüchtet vor ihm aus seinem neuen Zwangszuhause. Das wiederum amüsiert die anderen Mieter, die erleben, dass ihr großkotziger Vermieter nun im selben Elend lebt wie sie auch. Zudem nutzen sie ihre Chance und zocken ihn mehrfach ab, um ihre Miete bei ihm abbezahlen zu können.
Auch Naomi drängt immer mehr darauf, dass Louie endlich seine Reparaturen beginnt. Doch obwohl dieser sich vorerst noch immer weigert, beginnt er nach und nach festzustellen, unter welchen Bedingungen seine neuen Nachbarn leben, sodass er sich zu immer größeren Reparaturen bereit erklärt. Damit scheint er nicht nur die Sympathie von Naomi zu gewinnen, sondern auch die Missgunst seines Vaters Big Lou. Aber für seinen Einsatz für die Mieter wird Louie von den Mietern in die Gemeinschaft aufgenommen und er darf bei den Partys mitfeiern. Aber seinem Vater gefällt dies nicht, sodass er Louie mit dem Versprechen aus dem Haus lockt, er sei nun auf Kaution frei. Doch Louie versteht schnell, dass es sich um eine Ablenkung handelt, denn Big Lou hat gleichzeitig vor, das Haus mit all seinen Bewohnern abbrennen zu lassen. Louie eilt zurück, um dies zu verhindern, wobei er sich der Unterstützung seiner Nachbarn sicher ist. Vor der gesamten versammelten Nachbarschaft gesteht er vor seinem Vater ein, dass er anders sei und sich lieber um die Menschen kümmern wolle, anstatt immer nur die Miete zu kassieren, sodass er nicht nur das Feuer verhindert, sondern auch das Haus wie versprochen modernisiert.

## Kritik
Der Film erhielt sehr schlechte Kritiken. So zählte die Website Rotten Tomatoes von neun gewerteten professionellen Kritiken bislang keine positive. Allerdings wurde der Film vom breiten Publikum etwas besser aufgenommen, denn 43 % werteten den Film positiv. Dies wiederum wird vom Onlinefilmarchiv IMDb, einer weiteren Plattform, auf der normale User ihre Filmkritiken abgeben können, tendenziell bestätigt, denn dort gab das Publikum dem Film 5,6 von 10 möglichen Punkten.
In der Chicago Sun-Times verglich der renommierte Filmkritiker Roger Ebert den Film mit der Komödie Der Hausbesitzer von 1970 und sah in ihm eine „zynischere, […] weniger ambitioniertere [und] weniger idealistischere“ Komödie, bei der allerdings Joe Pesci unterhaltsame Darstellung einer „gedrungenen, energischen, völlig überzeugenden, unbefangenen und im Wesentlichen warmherzigen“ Figur zeige. Diese sei so gut, dass Pesci sowohl eine bessere Regie als auch ein besseres Drehbuch verdient hätte, welches zu „formelhaft“ sei.
Da man kritische Themen wie Drogen und Kriminalität größtenteils umgehe, sei der Film in der Lage Komik zu zeigen, meinte die renommierte Filmkritikerin Janet Maslin in der New York Times. Auch den Rassismus in einigen Witzen umgehe man gekonnt damit, dass der Regisseur Pescis „Talent für physische Clownerie“ nutze, um seine Filmfigur immer „lächerlich wirken zu lassen“.
In der Washington Post verriss Hal Hinson diese „schamlos plumpe und schrecklich vorhersehbare Komödie“. Die einzigen Lacher, die der Film erzeuge, seien die Auftritte Pescis, was zwar „wirksam sei, aber die Sache auch nicht besser mache“. Viel eher würde man sich „schämen, zu lachen, [denn] der Film sei verwerflich und moralisch zugleich.“
Das Lexikon des internationalen Films meinte, dass es sich um „eine in der Grundidee originelle Komödie, die sich neben einigen verkrampft unkonventionellen Kamerabewegungen auf den heftig grimassierenden Hauptdarsteller verläßt“, handele.

## Veröffentlichung
Der Film startete am 4. Oktober 1991 in den US-Kinos und konnte bei einem Produktionsbudget von 22 Mio. US-Dollar lediglich 11 Mio. US-Dollar einspielen. In Deutschland wurde er gar nicht in den Kinos veröffentlicht und erschien lediglich am 11. Januar 1993 auf VHS und hatte seine Fernsehpremiere am 2. April 1995 auf ProSieben.